# Рио-Хондо (приток Пекоса)
Рио-Хондо (англ. Rio Hondo, в переводе с испанского: «глубокая река») — река на юге штата Нью-Мексико, США. Площадь водосборного бассейна, по разным данным, около 3600 км² (1400 кв. миль) или 4304 км² (1661,87 кв. миль).
Начинается при слиянии рек Рио-Бонито и Рио-Руидосо недалеко от населённого пункта Хондо. Река течёт на восток через долину Хондо в предгорьях гор Сьерра-Бланка и Кэпитан, в основном параллельно маршруту автомагистрали 70 через города Пикачо и Тинни. Рядом с поселением Риверсайд река проходит через глубокий каньон, прежде чем выйти на холмистую местность к западу от Розуэлла. Примерно в 24 км (15 милях) к юго-западу от Розуэлла река протекает через водохранилище Корпуса инженеров Армии США Ту-Риверс. Водохранилище также аккумулирует сток Роки-Арройо, пересыхающей реки, которая течёт параллельно Рио-Хондо в нескольких километрах к югу. Две земляные насыпные дамбы общей длиной 2385 метров (7825 футов) способны собрать 207 млн м³ (168 000 акро-футов) воды. Если уровень воды невысок, две плотины действуют как отдельные резервуары — один для Рио-Хондо, а другой для Роки-Арройо. За плотиной Ту-Риверс Рио-Хондо и Роки-Арройо сливаются.
Пройдя через водохранилище, Рио-Хондо извивается по равнине долины реки Пекос. Рокки-Арройо сливается с Рио-Хондо в 1,6 км (1 миле) к западу от Международного авиационного центра Розуэлла, затем Рио-Хондо течёт на северо-восток через Розуэлл. Во многих районах вблизи Розуэлла естественный маршрут реки был изменён. В Розуэлле в Рио-Хондо впадает небольшой приток Спринг-Ривер, а к востоку от Розуэлла к Рио-Хондо присоединяется другой приток, река Беррендо. Рио-Хондо впадает в реку Пекос в 8 км (5 милях) к востоку от Розуэлла на высоте 1050 м (3445 футов) над уровнем моря.
Верхний участок реки обычно полноводен круглый год, однако орошение земель по всей длине реки откачивает большую часть естественного стока. К тому времени, когда река достигает Розуэлла, она пересыхает, за исключением периодов наводнений и весеннего половодья.